# 岡崎市立美川中学校
岡崎市立美川中学校（おかざきしりつ みかわちゅうがっこう）は、愛知県岡崎市丸山町にある公立中学校。

## 概要
1947年（昭和22年）4月1日に創立した。創立時の生徒数は415人。
| 調査日       | 児童数 | 通常学級 | 特別支援学級 | 出典  |
| ------------ | ------ | -------- | ------------ | ----- |
| 2013年4月8日 | 514人  | 14       | 2            | [ 1 ] |
| 2019年5月1日 | 567人  | 16       | 2            | [ 2 ] |
| 2020年5月1日 | 555人  | 16       | 3            | [ 3 ] |
| 2021年5月1日 | 573人  | 17       | 4            | [ 4 ] |
| 2022年5月1日 | 556人  | 16       | 4            | [ 5 ] |

## 部活動
- 陸上(男女)
- バスケット(男女)
- ソフトテニス(男女)
- ハンドボール(男女)
- 卓球(男女)
- 野球(男)
- バレーボール(女、2017年新設)
- 駅伝(男女/8月～1月)
- 吹奏楽
- 造形
- メディア(2016年新設)

## 学区
| 小学校名              | 町名                                                               |
| --------------------- | ------------------------------------------------------------------ |
| 男川小学校 （全域）   | 高隆寺町、小美町、大平町、洞町、丸山町                             |
| 美合小学校 （全域）   | 岡町、保母町、美合新町、美合町（名鉄線以北）                       |
| 小豆坂小学校 （一部） | 美合町（名鉄線以南のうち市道美合農振線以東で市道美合日清北線以北） |

（2022年12月26日現在）

## 沿革
- 1947年（昭和22年）4月 - 岡崎市立美川中学校創立。
- 1960年（昭和35年）代 - 建設工事中に丸山廃寺の大量の瓦を確認。
- 1967年（昭和42年）7月 - プール完工式。
- 1996年（平成8年）8月 - CBC合唱コンクール東海地区大会合唱の部、優秀賞。CBC合唱コンクール中部日本大会重唱の部、優秀賞。
- 2012年（平成24年）10月 - 中部日本吹奏楽コンクール本大会大編成の部 優勝
- 2013年（平成25年）8月 -  朝日吹奏楽コンクール東海大会大編成の部 銀賞
- 2014年（平成26年）11月 - 日本管楽合奏コンクール全国大会大編成の部 優秀賞
- 2015年（平成27年）
  - 11月 - 日本管楽合奏コンクール全国大会大編成の部 優秀賞
  - 11月 - 日本学校合奏コンテスト全国大会 銅賞
- 2016年（平成28年）
  - 8月 - 朝日吹奏楽コンクール東海大会大編成の部 金賞
  - 10月 - 日本学校合奏コンテスト全国大会 金賞
- 2017年（平成29年）
  - 8月 - 朝日吹奏楽コンクール東海大会大編成の部 銀賞
  - 10月 - 中部日本吹奏楽コンクール本大会大編成の部 金賞　文部科学大臣奨励賞（第1位）
  - 10月 - 日本管楽合奏コンクール全国大会大編成の部 優秀賞
  - 11月 - 日本学校合奏コンテスト全国大会 銀賞
- 2018年（平成30年）
  - 11月 - 日本学校合奏コンテスト全国大会 銀賞
- 2024年（令和6年）
  - 8月 - 朝日吹奏楽コンクール県大会小編成の部 朝日新聞社賞 県教育委員会賞
  - 8月 - 朝日吹奏楽コンクール東海大会小編成の部 銀賞
- 2025年（令和7年）
  - 8月 - 朝日吹奏楽コンクール県大会小編成の部 朝日新聞社賞 県教育委員会賞

## 交通アクセス
- 名古屋鉄道 「美合駅」または「男川駅」下車、徒歩24分
- 名鉄バス 「美川中学校前」下車、徒歩5分

## 著名な出身者
- 浅井久仁臣（ジャーナリスト）[7]
- 萱野稔人（津田塾大学教授）[8]
- 天野ひかり（フリーアナウンサー）[9]
- 桂鷹治（落語家）
- 鈴木理紗（ハンドボール選手）[10]